# Aglaia barbanthera
Aglaia barbanthera är en tvåhjärtbladig växtart som beskrevs av C. Dc. Aglaia barbanthera ingår i släktet Aglaia och familjen Meliaceae. Inga underarter finns listade i Catalogue of Life.